# Passiflora angusta
Passiflora angusta là một loài thực vật có hoa trong họ Lạc tiên. Loài này được Feuillet & J.M.MacDougal mô tả khoa học đầu tiên năm 2008.